# Laphria seticrura
Laphria seticrura là một loài ruồi trong họ Asilidae. Laphria seticrura được Rondani miêu tả năm 1875. Loài này phân bố ở miền Ấn Độ - Mã Lai.